# Iouri Baturenko
Iouri Mikhaïlovitch Baturenko (en russe : Юрий Михайлович Батуренко), né le 29 décembre 1964 à Douchanbé dans l'actuel Tadjikistan, est un footballeur international tadjik, ayant évolué au poste de milieu avant de se reconvertir comme entraîneur.

## Biographie

### Sélection
Iouri Baturenko est convoqué pour la première fois par le sélectionneur national Sharif Nazarov pour un match amical face à l'Ouzbékistan le 17 juin 1992 (2-2). 
Il compte 3 sélections et 0 but avec l'équipe du Tadjikistan entre 1992 et 1996.

## Palmarès
Pamir Dushanbe
- Champion d'Union soviétique de deuxième division en 1988.

 Lokomotiv Moscou
- Vice-champion de Russie en 1995.